# Isidore Silver
Isidore Silver (* 13. August 1906 in New York City; † 21. Januar 1999) war ein US-amerikanischer Romanist und Literaturwissenschaftler.

## Leben und Werk
Silver promovierte an der Columbia University mit der Arbeit The Pindaric odes of Ronsard (Paris 1937). Er lehrte an der University of Connecticut und an der Washington University in St. Louis. Seine Forschung stand ganz im Zeichen von Pierre de Ronsard.

## Weitere Werke
- (Mitarbeiter mit Raymond Lebègue) Pierre de Ronsard, Oeuvres complètes. Edition critique, hrsg. von Paul Laumonier, 20 Bde., Paris 1914–1975
- (Hrsg.) Les Oeuvres de Pierre de Ronsard. Texte de 1587. Nouvelle édition, 8 Bde., Chicago/Paris 1966–1970
- Ronsard and the Hellenic Renaissance in France 
  - I. Ronsard and the Greek epic, St. Louis 1961, Genf 1987 (Travaux Humanisme et Renaissance 218bis)
  - II. Ronsard and the Grecian lyre, 3 Bde., Genf 1981-1985-1987 (Travaux Humanisme et Renaissance 182,208,218)
- The intellectual evolution of Ronsard 
  - 1. The formative influences, St. Louis 1969
  - 2. Ronsard’s general theory of poetry, St. Louis 1973
  - 3. Ronsard’s philosophic thought. 1. The evolution of philosophy and religion from their mythical origins, Genf 1992 (THR 269)
- Three Ronsard studies, Genf 1978 (Cahiers d’Humanisme et Renaissance)